# Larinia obtusa
Larinia obtusa là một loài nhện trong họ Araneidae.
Loài này thuộc chi Larinia. Larinia obtusa được Manfred Grasshoff miêu tả năm 1971.